# باولو كوستا
باولو هنريكي كوستا (بالبرتغالية: Paulo Henrique Costa؛ مواليد 21 أبريل 1991) هو مُقاتل فنون قتالية مختلطة برازيلي. يُنافس حاليًا في فئة الوزن المتوسط في يو إف سي. اعتبارًا من 1 أغسطس 2023، احتل المركز السادس في تصنيفات الوزن المتوسط في يو إف سي.

## الخلفية
كوستا، ابن عامل الأعمال الغريبة كارلوس روبرتو وماريا أوغستا، ولد في عام 1991. لديه أخ أكبر، كارلوس كوستا، وهو مقاتل فنون قتالية مختلطة سابق وأحد مدربي باولو. نشأ باولو في كونتاجيم وهو يلعب كرة القدم وفي النهاية تعلم رياضة الموياي تاي في سن التاسعة من أجل تعلم الانضباط وتجنب مشاجرات الشوارع التي كان يخوضها باستمرار. عندما كان مراهقًا، انضم باولو إلى صالة ألعاب الجوجيتسو مع شقيقه لكنه ترك الرياضة بعد وفاة والدهما بسرطان الحلق عندما كان باولو في السابعة عشرة من عمره. وبعد عامين، عاد كوستا إلى الجوجيتسو وبدأ المنافسة تحت وصاية شقيقه الذي كان بالفعل صاحب حزام أرجواني في ذلك الوقت.
ومن أجل مساعدة والدته في سداد الفواتير، عمل كوستا في العقارات وكمدرس لتكنولوجيا المعلومات حيث قام بتدريس برامج مايكروسوفت وورد ومايكروسوفت إكسل.

## مسيرته في فنون القتال المختلطة

### مسيرته المبكرة
بدأ كوستا مسيرته الاحترافية في فنون القتال المختلطة في بلده الأصلي البرازيل في فبراير 2012. وفي النهاية، أقنع شقيقه والدتهما بدعم باولو ماليًا لمدة عام من أجل مواصلة مسيرته الاحترافية في فنون الدفاع عن النفس. على مدى السنوات الخمس التالية، جمع رصيد من 8-0 مع 7 بالضربة القاضية وإخضاع واحد.

### المقاتل النهائي: البرازيل
تم اختيار كوستا ليكون مقاتلًا في المقاتل النهائي: البرازيل 3. في جولة الإقصاء الافتتاحية، هزم خوسيه روبرتو عن طريق الاستسلام (خنق المقصلة) في الجولة الثانية. كان كوستا ثاني مقاتل في الوزن المتوسط يختاره المدرب واندرلي سيلفا. كان نزاله التالي ضد مارسيو ألكسندر جونيور، وخسر كوستا بقرار الحكام بالمنقسم بعد ثلاث جولات.

### يو إف سي
ظهر كوستا لأول مرة في 11 مارس 2017، في يو إف سي ليلة القتال 106 ضد غاريث ماكليلان. لقد فاز بالقتال عن طريق الضربة الفنية القاضية في الجولة الأولى، وحصل على مكافأة أداء الليلة.
واجه كوستا أولوالي بامغبوز في 3 يونيو 2017، في يو إف سي 212. وفاز بالقتال عن طريق الضربة الفنية القاضية في الجولة الثانية.

## البطولات والإنجازات
- قتال الغابة
  - بطولة الوزن المتوسط (مرة واحدة)
    - دفاع واحد ناجح عن اللقب
- يو إف سي
  - أداء الليلة (مرتين)  ضد غاريث ماكليلان وأوريا هول [13][14]
  - قتال الليلة (مرتين)  ضد يوئيل روميرو ولوك روكهولد  [15]
- إم إم إيه جونكي
  - قتال الشهر لشهر أغسطس 2019 ضد يوئيل روميرو[16]
- شيردوغ
  - جولة العام 2019 ضد يوئيل روميرو (round 1)[17]

## الجدل

### اعتداء مزعوم على ممرضة
في 31 مايو 2022، تم استجواب كوستا من قبل الشرطة في منطقة العاصمة بيلو هوريزونتي بالبرازيل، بشأن حادثة اتهم فيها بضرب ممرضة بمرفقه أثناء نزاع حول بطاقة التطعيم ضد فيروس كورونا. ادعى كوستا أنه تم تطعيمه بالفعل ولكن لم يتم تسجيله على بطاقة التطعيم الخاصة به، وأنه طلب من الممرضة التوقيع على بطاقته. لكن الممرضة ادعت أن كوستا لم يتم تطعيمه ورفضت التوقيع، وأنه حاول الفرار ببطاقة التطعيم المملوءة دون إعطاء الحقنة. ومضت قائلة إنها لمنعه من المغادرة، أمسكت بكوستا من ذراعه وضربها بمرفقه على وجهها، مما تسبب في تورم شفتيها. لم يتم تقديم أي اتهامات.

## سجل فنون القتال المختلطة
| السجل المهني |        |         |
| 16 نزال      | 14 فوز | 2 خسارة |
| ضربة قاضية   | 11     | 1       |
| إخضاع        | 1      | 0       |
| قرار القضاة  | 2      | 1       |

| النتيجة | السجل | الخصم                  | الطريقة                               | الحدث                                      | التاريخ        | الجولة | الوقت | المكان                                   | الملاحظات                                                                                      |
| ------- | ----- | ---------------------- | ------------------------------------- | ------------------------------------------ | -------------- | ------ | ----- | ---------------------------------------- | ---------------------------------------------------------------------------------------------- |
| فاز     | 14–2  | لوك روكهولد            | قرار الحكام (بالإجماع)                | يو إف سي 278                               | 20 أغسطس 2022  | 3      | 5:00  | سولت ليك، يوتا، الولايات المتحدة         | العودة إلى الوزن المتوسط. قتال الليلة.                                                         |
| خسر     | 13–2  | مارفين فيتوري          | قرار الحكام (بالإجماع)                | يو إف سي ليلة القتال: كوستا ضد فيتوري      | 23 أكتوبر 2021 | 5      | 5:00  | لاس فيغاس، نيفادا، الولايات المتحدة      | الظهور الأول في وزن خفيف الثقيل. تم خصم نقطة واحدة من كوستا في الجولة الثانية بسبب لكزة العين. |
| خسر     | 13–1  | إسرائيل أديسانيا       | ضربة فنية قاضية (باللكمات والمرفقين)  | يو إف سي 253                               | 27 سبتمبر 2020 | 2      | 3:59  | أبو ظبي، الإمارات العربية المتحدة        | على لقب بطولة يو إف سي للوزن المتوسط.                                                          |
| فاز     | 13–0  | يوئيل روميرو           | قرار الحكام (بالإجماع)                | يو إف سي 241                               | 17 أغسطس 2019  | 3      | 5:00  | آناهايم، كاليفورنيا، الولايات المتحدة    | قتال الليلة.                                                                                   |
| فاز     | 12–0  | أوريا هول              | ضربة فنية قاضية (باللكمات)            | يو إف سي 226                               | 7 يوليو 2018   | 2      | 2:38  | لاس فيغاس، نيفادا، الولايات المتحدة      | أداء الليلة.                                                                                   |
| فاز     | 11–0  | جوني هيندريكس          | ضربة فنية قاضية (باللكمات)            | يو إف سي 217                               | 4 نوفمبر 2017  | 2      | 1:23  | مدينة نيويورك، نيويورك، الولايات المتحدة |                                                                                                |
| فاز     | 10–0  | أولوالي بامغبوز        | ضربة فنية قاضية (باللكمات)            | يو إف سي 212                               | 3 يونيو 2017   | 2      | 1:06  | ريو دي جانيرو، البرازيل                  |                                                                                                |
| فاز     | 9–0   | غاريث ماكليلان         | ضربة فنية قاضية (باللكمات)            | يو إف سي ليلة القتال: بيلفورت ضد جايستيلوم | 11 مارس 2017   | 1      | 1:17  | فورتاليزا، البرازيل                      | أداء الليلة.                                                                                   |
| فاز     | 8–0   | أدريانو بالبي دي أروجو | ضربة قاضية (لكمة)                     | قتال الغابة 90                             | 3 سبتمبر 2016  | 1      | 3:25  | ساو باولو، البرازيل                      | دافع عن بطولة قتال الغابة للوزن المتوسط.                                                       |
| فاز     | 7–0   | إدواردو رامون          | إخضاع (خنق خلفي عاري)                 | قتال الغابة 87                             | 21 مايو 2016   | 1      | 2:40  | ساو باولو، البرازيل                      | فاز ببطولة قتال الغابة للوزن المتوسط الشاغرة.                                                  |
| فاز     | 6–0   | برونو أسيس             | ضربة فنية قاضية (باللكمات)            | قتال الغابة 84                             | 5 ديسمبر 2015  | 1      | 1:17  | ساو باولو، البرازيل                      |                                                                                                |
| فاز     | 5–0   | فاغنر سيلفا غوميز      | ضربة فنية قاضية (باللكمات)            | إف تي إف 11                                | 24 أبريل 2015  | 1      | 4:37  | ريو دي جانيرو، البرازيل                  | فاز ببطولة الوزن المتوسط الشاغرة وجهاً لوجه.                                                    |
| فاز     | 4–0   | جيرسون دا كونسيساو     | ضربة فنية قاضية (إيقاف الطبيب)        | إف تي إف 9                                 | 19 ديسمبر 2014 | 1      | 5:00  | ريو دي جانيرو، البرازيل                  |                                                                                                |
| فاز     | 3–0   | فابيو موريرا           | ضربة فنية قاضية (باللكمات)            | بي إتش فايت: إم إم إيه الجائزة الكبرى      | 1 نوفمبر 2013  | 1      | 1:26  | بيلو هوريزونتي، البرازيل                 |                                                                                                |
| فاز     | 2–0   | أديميلسون بورخيس       | ضربة فنية قاضية (ركلة الرأس واللكمات) | القتال العلوي: بطولة إم إم إيه 2           | 15 يونيو 2013  | 1      | 0:32  | تيوفيلو أوتوني، البرازيل                 |                                                                                                |
| فاز     | 1–0   | تيو إستيفيس            | ضربة فنية قاضية (ركلة الرأس واللكمات) | إم إم إيه القتال الشامل: سانتا لوزيا       | 5 فبراير 2012  | 1      | 2:08  | سانتا لوزيا، البرازيل                    | الوزن المتوسط.                                                                                 |

| السجل الاستعراضي |       |         |
| 2 نزال           | 1 فوز | 1 خسارة |
| بالإخضاع         | 1     | 0       |
| بقرار الحكام     | 0     | 1       |

| النتيجة | السجل | الخصم                 | الطريقة                 | الحدث                       | التاريخ                     | الجولة | الوقت | المكان              | الملاحظات                                    |
| ------- | ----- | --------------------- | ----------------------- | --------------------------- | --------------------------- | ------ | ----- | ------------------- | -------------------------------------------- |
| خسر     | 1–1   | مارسيو ألكسندر جونيور | قرار الحكام (بالانقسام) | المقاتل النهائي: البرازيل 3 | 20 أبريل 2014 (تاريخ العرض) | 3      | 5:00  | ساو باولو، البرازيل | ربع نهائي المقاتل النهائي: البرازيل 3.       |
| فاز     | 1–0   | خوسيه روبرتو          | إخضاع (خنق المقصلة)     | المقاتل النهائي: البرازيل 3 | 9 مارس 2014 (تاريخ العرض)   | 2      | غ/م   | ساو باولو، البرازيل | جولة الإقصاء في المقاتل النهائي: البرازيل 3. |

## نزالات الدفع لكل عرض
| #            | النزال            | التاريخ        | المكان    | المدينة                           | المبلغ  |
| ------------ | ----------------- | -------------- | --------- | --------------------------------- | ------- |
| يو إف سي 253 | أديسانيا ضد كوستا | 27 سبتمبر 2020 | فلاش فورم | أبو ظبي، الإمارات العربية المتحدة | 700،000 |

## وصلات خارجية
- باولو كوستا على موقع يو إف سي (الإنجليزية)
- باولو كوستا على موقع شيردوغ (الإنجليزية)
- باولو كوستا على موقع Tapology.com (الإنجليزية)
- باولو كوستا على موقع IMDb (الإنجليزية)
- باولو كوستا على موقع قاعدة بيانات الفيلم (الإنجليزية)